# ویلیام بی. آید
ویلیام براون آید (به انگلیسی: William Brown Ide) (۲۸ مارس ۱۷۹۶ - ۱۹ یا ۲۰ دسامبر ۱۸۵۲) معروف به ویلیام بی. آید (به انگلیسی: William B. Ide)، یک آمریکایی و اولین و تنها رئیس جمهور جمهوری کوتاه مدت کالیفرنیا در سال ۱۸۴۶ بود.

## زندگی
ویلیام براون آید در سال ۱۷۹۶ در روتلند، ماساچوست در ایالات متحده آمریکا زاده شد. اولین جد او نیکلاس آید، در سال ۱۶۳۶ از انگلستان به آمریکا آمده بود. او به کار نجاری پرداخت و در سال ۱۸۲۰ با سوزان گروت هاسکل (۱۷۹۹ - ۱۸۵۰) ازدواج کرد. او و همسرش ابتدا در ماساچوست زندگی می‌کردند، اما خیلی زود به غرب —ابتدا به کنتاکی، سپس اوهایو، و در آخر ایلینوی— مهاجرت کردند. آنها در نهایت در اسپرینگفیلد ساکن شدند و در مزرعه به کشاورزی پرداختند. همچنین در آنجا آید به تدریس در مدرسه پرداخت.
در سال ۱۸۴۵ آید مزرعه خود را فروخت و برای مهاجرت به قطاری که از ایندیپندنس، میزوری به اورگن می‌رفت، پیوست. به توصیه کالب گرینوود که یک راهنمای مسیر بود، آید و گروهی از مهاجران جدا شدند و به سمت ایالت کالیفرنیا (که در آن زمان جزئی از مکزیک بود و آلتا کالیفرنیا خوانده می‌شد) حرکت کردند. آنها در ۲۵ دسامبر ۱۸۴۵ به قلعه ساتر رسیدند. آید به سمت شمال حرکت کرد تا برای پیتر لاسن در رانچو بوسکوخو کار کند.
در سال ۱۸۴۶، به علت تهدید دولت مکزیک بر علیه مهاجرانی که شهروند مکزیک نبودند، حدود سی نفر ساکن مهاجر قلعه ساتر و رانچو بوسکوخو بر علیه دولت مکزیک شورش کردند که بعدها به شورش پرچم خرس معروف شد. آنها در ۱۴ ژوئن سونوما را تصرف کردند و فرماندار مکزیکی کالیفرنیای شمالی، ماریانو والخو را دستگیر کردند که در حقیقت از الحاق کالیفرنیا به‌دست ایالات متحده آمریکا حمایت کرده بود. در ۱۵ ژوئن، آید اعلامیه ای را که شب قبل نوشته بود منتشر کرد. در ظهر ۱۷ ژوئن، شورشیان پرچم خرس را برافراشتند، آلتا کالیفرنیا را جمهوری کالیفرنیا خوانده و از مکزیک اعلان استقلال کردند. آید به عنوان فرماندار انتخاب شد.

### اعلامیه آید
ویلیام آید اعلامیه ای نوشت و دلایل شورش در شب های ۱۴ - ۱۵ ژوئن ۱۸۴۶ را اعلام کرد و توضیح داد (در زیر).نسخه ها و کپی هایی از این اعلامیه به هر دو زبان اسپانیایی و انگلیسی در سرتاسر کالیفرنیای شمالی پخش شد.
جمهوری پرچم خرس تا ۹ ژوئیه ۱۸۴۶، فقط ۲۵ روز ادامه داشت، تا زمانی که پرچم ایالات متحده در سونوما برافراشته شد. آید و دیگر پرچم‌داران شورش پرچم خرس به جان سی. فریمونت و نیروهای مسلح ایالات متحده پیوستند تا کالیفرنیا را در جنگ با مکزیک تصرف کنند.

### پس از پایان جنگ
پس از جنگ مکزیک و آمریکا، آید به خانه خود در نزدیکی رد بلوف، کالیفرنیا بازگشت، جایی که همکاری خود را با جوزیا بلدن در رنچو بارانکا کلرادو از سر گرفت. او معادن بلدن را در سال ۱۸۴۹ خریداری کرد و در استخراج معدن موفق بود. آید به عنوان یک کارمند دولتی در شهرستان کولوسی (اکنون بخشی از شهرستان‌های کولوسا، گلن و تهاما امروزی) در شغل های برجسته و مهم خدمت کرد. در آنجا به عنوان قاضی وثیقه و شهرستان، قاضی رئیس دادگاه جلسات، ثبت شهرستان، حسابرس شهرستان، منشی شهرستان، خزانه دار شهرستان، معاون نقشه برداری شهرستان و معاون کلانتری خدمت کرد.
آید در دسامبر ۱۸۵۲ احتمالاً در شب ۱۹ تا ۲۰ بر اثر آبله در سن ۵۶ سالگی درگذشت. او در گورستانی کوچک در سمت شرقی بزرگراه ۴۵ کالیفرنیا، در ۵ مایلی جنوب هامیلتون سیتی، کالیفرنیا در مونروویل سابق دفن شد.

## میراث
پارک تاریخی ویلیام بی. آید یک بازسازی ای از خانه ویلیام بی. آید و چند بنای دیگر در نزدیکی رد بلوف به یاد اوست.